# Hofrecht
Das Hofrecht (mittelhochdeutsch hovereht, hofsbrauch u. Ä.; lateinisch ius curiae, lex familiae) regelte im Mittelalter die Rechtsverhältnisse des Gutsherren zu seinen Dienstleuten und Hörigen als auch der Letzteren untereinander in Bezug auf Dienst- und Gutsverhältnisse. Zum einen umfasste das Hofrecht das Dienstrecht, Dienstmannenrecht, das heißt das Recht der ritterlichen Dienstleute und Beamten, zum anderen auch das bäuerliche Hofrecht, das für die unfreien oder hofhörigen Landleute bestand. Das Hofrecht umfasste auch die Gerichtsbarkeit über die zum Hof gehörenden Leute. Ein Beispiel ist das jährlich abgehaltene Bauding. 
Nicht zu verwechseln ist das Hofrecht mit dem Höferecht, dem bäuerlichen Grund- und Anerbenrecht.